# Școala primară din Fălești
Școala primară este o clădire amplasată în Fălești, Republica Moldova. Este un monument arhitectural de importanță națională inclus în Registrul monumentelor Republicii Moldova ocrotite de stat cu nr. 1055 (raionul Fălești). Datează din 1890.